# Stélla (pel·lícula de 1955)
Stella (grec: Στέλλα) és una pel·lícula grega de 1955 que és un relat de Carmen amb Melina Merkuri. La pel·lícula va ser dirigida pel grecoxipriota Michael Cacoyannis i escrita per Cacoyannis i Iakovos Kambanelis. La música va ser composta per Manos Hadjidakis i Vassilis Tsitsanis.
Stella va ser originalment pensada per ser una obra de teatre amb el títol Stella amb els guants vermells, però mai es va posar en escena. S'ha afirmat que aquesta història va ser el vehicle perfecte per al debut cinematogràfic de Merkuri, de trenta-cinc anys. De fet, era l'èxit que necessitava Melina Merkuri. La pel·lícula va provocar una gran controvèrsia i, tot i que inicialment va ser rebutjada pels crítics grecs, ara es considera una de les cinc millors pel·lícules gregues.
Al 8è Festival Internacional de Cinema de Canes, on es va projectar la pel·lícula, Melina i va conèixer Jules Dassin, el seu futur marit, mentor, i director. La va ajudar a aconseguir papers importants en pel·lícules com Topkapi, Poté tin kyriaki, Fedra, i 10:30 P.M. Summer, que es van convertir en grans èxits internacionals.

## Trama
La història d'una jove ferotgement independent i intransigent. Stella, una cantant de rembetiko de la discoteca Paradise, viu una vida turbulenta i sense culpa. La seva independència innata i la seva naturalesa assertiva la porten a nombroses relacions amoroses apassionades. Mentre està amb l'Aleko, fill d'una família benestant, decideix, com és costum, trencar abans que la relació s'esgoti. Un cop coneix a Miltos, un jove jugador de futbol, sembla que canvia. Al principi, ella evita els seus avenços, però, més tard, cedeix a ell. Tanmateix, ella només pot estar amb ell en els seus propis termes. Per molt que l'estimi, valora sobretot la seva llibertat. Les coses es tornen complicades quan la criden per triar. Rebutja repetidament les propostes de matrimoni de Miltos. Quan Miltos finalment l'obliga a acceptar la idea del matrimoni, Stella no apareix a l'església, tot i que Miltos l'adverteix repetidament que la matarà si no es casa amb ell. Miltos la mata amb un punyal al final de la pel·lícula.
S'ha dit que la història del matrimoni forçat de Stella simbolitza les forces que intenten constantment imposar la seva voluntat a Grècia.

## Repartiment
- Melina Mercouri com a Stella
- Giorgos Fountas com a Miltos
- Alekos Alexandrakis com Alekos
- Christina Kalogerikou com la mare de Miltos
- Voula Zouboulaki com a Anetta
- Dionysis Papagiannopoulos com a Mitsus
- Sofia Vembo com a Maria
- Costas Kakavas com a Antonis (com a Kostas Karalis)
- Tasso Kavadia com la germana d'Alekos
- Michael Cacoyannis com a convidat al casament

## Premis
- Globus d'Or a la millor pel·lícula de parla no anglesa (1955)